# Валли, Алида
Алида Валли (итал. Alida Valli, наст. имя баронесса Алида Мария Лаура Альтенбургер фон Маркенштайн-Фрауэнберг, нем. Alida Maria Laura Altenburger von Marckenstein u. Frauenberg; 31 мая 1921 — 22 апреля 2006) — итальянская актриса.

## Биография
В 15 лет Алида переехала в Рим, где поступила в Экспериментальный киноцентр, занимавшийся подготовкой киноактёров и режиссёров. Её кинодебют состоялся в Италии в 1934 году в фильме «Треуголка», а первого успеха она достигла в 1939 году после выхода на экраны картины «Три тысячи фунтов в месяц». После многих комедийных ролей Валли успешно проявила себя как драматическая актриса в фильме «Маленький старинный мирок» (1941). В годы Второй мировой войны Валли продолжала сниматься, закрепив за собой звание кинозвезды главными ролями в фильмах «Мы, живые» (1942) и «Прощай, Кира!» (1942), снятых по автобиографическому роману «Мы — живые» американской писательницы Айн Рэнд, а также «Сегодня ничего нового» (1942).
В 1944 году Валли вышла замуж за художника и композитора Оскара де Мэйо, от которого родила двух сыновей: Карло (стал актёром, 1945—2015) и Ларри. В 1952 пара рассталась.
В 1940-х годах её заметил голливудский продюсер Дэвид Селзник, который решил сделать из Валли вторую Ингрид Бергман. В Голливуде Алида Валли появилась в нескольких фильмах, среди которых «Дело Парадайна» (1947) Альфреда Хичкока и «Третий человек» (1949) Кэрола Рида. Но из-за финансовых проблем компании Селзника иностранный опыт Валли не имел большого успеха.
В начале 1950-х годов она вернулась в Европу, где позже снялась во многих итальянских и французских фильмах.
На Венецианском кинофестивале 1997 года актриса была удостоена почётного «Золотого льва» за её многолетнюю карьеру в кино. Последний раз на киноэкранах Валли появилась в 2002 году в фильме «Страстная неделя» с Мирой Сорвино в главной роли.
В Италии Валли была известна также как и театральная актриса. У неё были роли в пьесах «Росмерсхольм» Генрика Ибсена, «Генрих IV» Луиджи Пиранделло, «Эпитафия Джорджу Диллону» Джона Осборна и «Вид с моста» Артура Миллера.
Алида Валли умерла в своём доме в Риме в возрасте 84 лет. Мэр Рима Вальтер Вельтрони после её смерти сказал: «Итальянское кино потеряло одно из самых своих ярких и выразительных лиц». Валли была похоронена на римском кладбище Верано.

## Избранная фильмография
| Год  |   | Русское название             | Оригинальное название    | Роль                           |
| ---- | - | ---------------------------- | ------------------------ | ------------------------------ |
| 1935 | ф | Треуголка                    | Il cappello a tre punte  |                                |
| 1940 | ф | Манон Леско                  | Manon Lescaut            | Манон Леско                    |
| 1942 | ф | Мы, живые                    | Noi vivi                 | Кира Аргунова                  |
| 1942 | ф | Прощай, Кира!                | Addio Kira!              | Кира Аргунова                  |
| 1946 | ф | Евгения Гранде               | Eugenia Grandet          | Евгения Гранде                 |
| 1947 | ф | Дело Парадайна               | The Paradine Case        | миссис Маддалена Анна Парадайн |
| 1949 | ф | Третий человек               | The Third Man            | Анна Шмидт                     |
| 1950 | ф | Иди тихо, незнакомец         | Walk Softly, Stranger    | Элейн Корелли                  |
| 1953 | ф | Мы — женщины                 | Siamo donne              | в роли самой себя              |
| 1954 | ф | Чувство                      | Senso                    | графиня Ливия Серпьери         |
| 1957 | ф | Крик                         | Il grido                 | Ирма                           |
| 1957 | ф | Большая голубая дорога       | La grande strada azzurra | Розетта                        |
| 1958 | ф | Человек в коротких штанишках | L'uomo dai calzoni corti | Каролина                       |
| 1960 | ф | Глаза без лица               | Les yeux sans visage     | Луиза                          |
| 1961 | ф | Столь долгое отсутствие      | Une aussi longue absence | Тереза Ланглуа                 |
| 1963 | ф | Кастилец                     | El Valle de las espadas  | королева Тереза                |
| 1967 | ф | Царь Эдип                    | Edipo re                 | Меропа                         |
| 1970 | ф | Стратегия паука              | Strategia del ragno      | Драйфа                         |
| 1972 | ф | Первая ночь покоя            | La prima notte di quiete | Марчелла Абати                 |
| 1975 | ф | Плоть орхидеи                | La Chair de l'orchidée   | сумасшедшая на вокзале         |
| 1976 | ф | Двадцатый век                | Novecento                | Ида Кантарелли Пьоппи          |
| 1976 | ф | Перевал Кассандры            | Cassandra Crossing       | миссис Чедвик                  |
| 1977 | ф | Суспирия                     | Suspiria                 | мисс Таннер                    |
| 1979 | ф | Луна                         | La luna                  | мать Джузеппе                  |
| 1980 | ф | Инферно                      | Inferno                  | Кэрол                          |
| 1981 | ф | Сезон мира в Париже          | Sezona mira u Parizu     | хозяйка отеля                  |
| 1995 | ф | Месяц у озера                | A Month by the Lake      | синьора Фашиоли                |
| 1997 | ф | Экран-убийца                 | Fatal Frames             | графиня Алессандра Мирафиори   |
| 2002 | ф |                              | Semana Santa             | Дона Каталина                  |